# Мохамед Ад-Деая
Мохамед Ад-Деая (араб. محمد الدعيع; нар. 2 серпня 1972, Табук) — саудівський футболіст, що грав на позиції воротаря.
Виступав, зокрема, за клуб «Аль-Гіляль», а також національну збірну Саудівської Аравії. Зіграв 178 матчів за збірну Саудівської Аравії, що є рекордом для збірної країни, а також найкращим показником серед воротарів у світі. За опитуванням IFFHS визнаний найкращим футбольним воротарем Азії ХХ століття.

## Клубна кар'єра
Мохаммад Ад-Деая розпочав свою спортивну кар'єру як гандбольний воротар, але його старший брат Абдула, який грав також на позиції футбольного воротаря, переконав його стати футболістом. У дорослому футболі Мухаммад Ад-Деая дебютував 1989 року виступами за команду клубу «Ат-Таї», в якій провів десять сезонів, взявши участь у 176 матчах чемпіонату. У складі команди Ад-Деая став чемпіоном Саудівської Аравії у сезоні 1994—1995 років.
1999 року перейшов до клубу «Аль-Гіляль», за який відіграв 11 сезонів. Більшість часу, проведеного у складі «Аль-Гіляля», був основним голкіпером команди. У складі столичного клубу Ад-Деая 4 рази ставав чемпіоном країни, 7 разів — володарем кубку країни, у сезоні 1999—2000 став переможцем Ліги чемпіонів АФК та Азійського Суперкубку, а у сезоні 2001—2002 володарем Кубку володарів кубків Азії. Разом із командою був також володарем арабського Кубку Володарів Кубків, а також арабського Суперкубку. Завершив професійну кар'єру футболіста виступами за команду «Аль-Гіляль» (Ер-Ріяд) у 2010 році.

## Виступи за збірну
У 1989 році Мохамед Ад-Деая захищав ворота юнацької збірної Саудівської Аравії на юніорському чемпіонаті світу 1989 року, на якому саудівська збірна стала переможцем. У наступному році дебютував в офіційних матчах у складі національної збірної Саудівської Аравії. Протягом кар'єри у національній команді, яка тривала 17 років, провів у формі головної команди країни 178 матчів, пропустивши 197 голів.
У складі збірної Мохамед Ад-Деая був учасником 4 чемпіонатів світу. Проте лише виступ на чемпіонату світу 1994 року у США можна вважати успішним як для голкіпера аравійської збірної, так і для команди в цілому. На цій світовій першості після перемог над збірними Марокко та Бельгії та поразки від збірної Нідерландів саудівська збірна сенсаційно вийшла до 1/8 фіналу першості, де поступилась майбутньому бронзовому приззеру першості — збірній Швеції. На чемпіонаті світу 1998 року у Франції саудівська збірна двічі програла збірним Данії та Франції та зіграла внічию з південноафриканською збірною, і не вийшла з групи. Дуже невдалим видався для збірної та воротаря чемпіонат світу 2002 року в Японії і Південній Кореї. На цьому турнірі у ворота Ад-Деая було забито 8 «сухих» м'ячів від гравців збірної Німеччини, поразками закінчились матчі саудівської збірної також із командами Камеруну та Ірландії. Мохамед Ад-Деая знаходився у складі збірної і на чемпіонаті світу 2006 року у Німеччині, проте на поле вже не виходив. Тричі рекордсмен саудівської збірної брав участь у розіграшу Кубка конфедерацій — у 1995 році та 1997 році у Саудівській Аравії, і в 1999 році у Мексиці. Двічі Ад-Деая брав участь у розіграшах Кубка Азії з футболу. На першому своєму турнірі у 1996 році в ОАЕ він разом із командою став переможцем турніру, у Саудівській Аравії, а на Кубку Азії з футболу 2000 року у Лівані разом з командою здобув срібні нагороди. Двічі — у 1994 та 2003 роках — разом із збірною вигравав Кубок націй Перської затоки. У 1998 роках разом із збірною Ад-Деая також ставав переможцем Кубка арабських націй з футболу, а у 2005 році став переможцем футбольного турніру Ісламських ігор солідарності.

## Прощальний матч
22 червня 2010 року Мухамед Ад-Деая офіційно оголосив про завершення своєї кар'єри гравця. 5 січня 2012 року він організував свій прощальний матч у Ер-Ріяді на «Міжнародному стадіоні імені Короля Фахда», у якому зустрілися його остання команда «Аль-Гіляль» та туринський «Ювентус». Із рахунком 7-1 у цьому матчі переміг іменитий італійський клуб.

## Досягнення

### Клубні
- Саудівська Прем'єр-ліга:
  -  Чемпіон (5): 1994/95, 2001/02, 2004/05, 2007/08, 2009/10
- Кубок наслідного принца Саудівської Аравії:
  -  Володар (7): 1999/00, 2002/03, 2004/05, 2005/06, 2007/08, 2008/09, 2009/10
- Кубок Саудівської Федерації футболу:
  -  Володар (1): 2000
- Ліга чемпіонів АФК:
  -  Володар (1): 2000
- Кубок володарів кубків Азії:
  -  Володар (1): 2002
- Суперкубок Азії:
  -  Переможець (1): 2000
- Арабський кубок володарів кубків:
  -  Володар (1): 2000/01
- Арабський суперкубок:
  -  Володар (1): 2001
- Саудсько-Єгипетський суперкубок:
  -  Володар (1): 2001

### Збірні
- Переможець Юнацького (U-16) кубка Азії: 1988
- Чемпіон світу (U-16): 1989
- Володар Кубка Азії: 1996
- Срібний призер Кубка Азії: 2000
- Володар Кубка націй Перської затоки: 1994, 2003
- Переможець Кубка арабських націй: 1998
- Переможець Ісламських ігор солідарності: 2005